# Figurativní umění

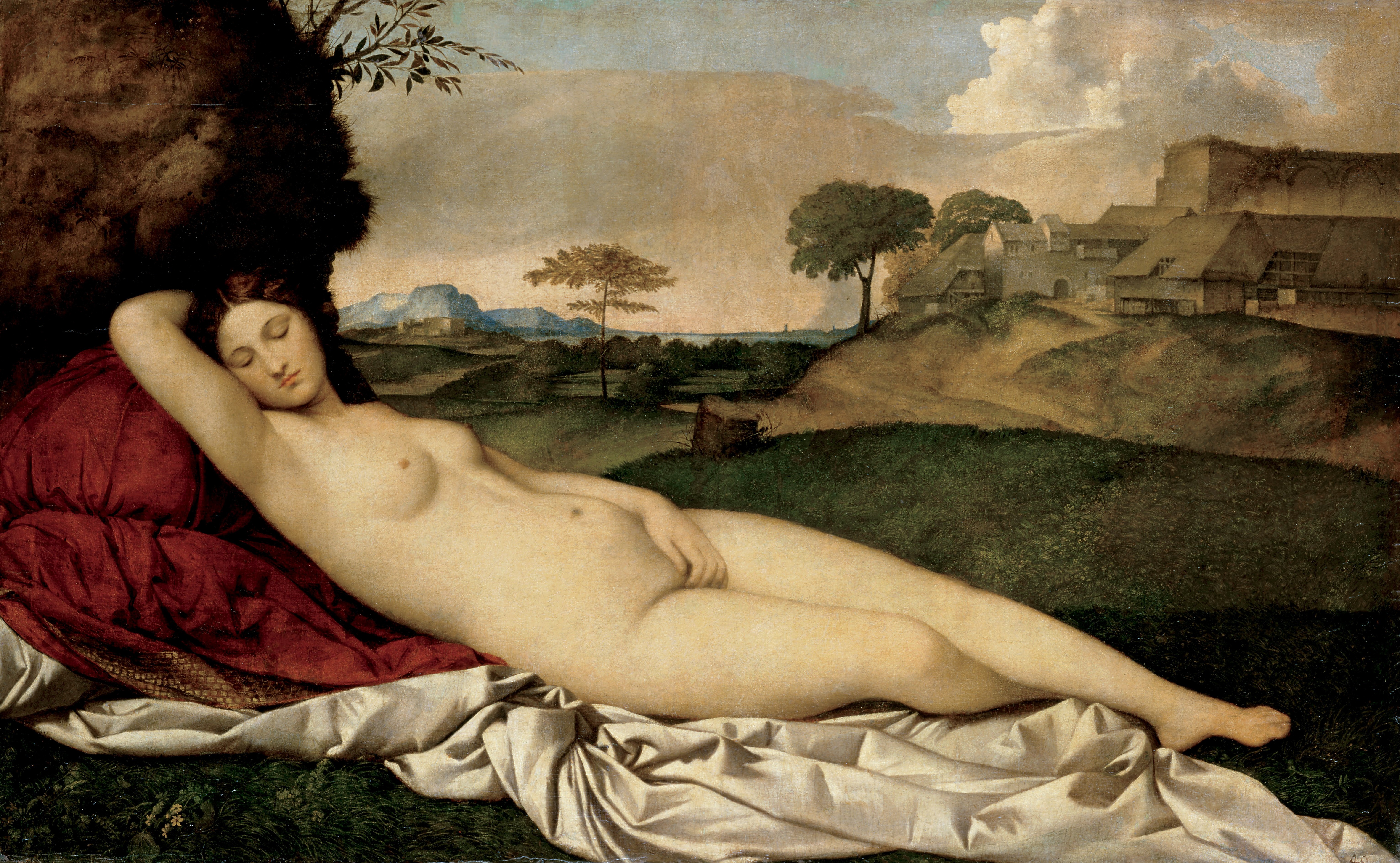
Giorgione - Spící Venuše (1510)

Figurativní umění je pojem používaný v teorii umění od konce první poloviny 20. století a označuje veškeré umění, u kterého lze rozeznat znaky reálného předobrazu. Pojem se prosadil z potřeby rozlišit toto umění od nefigurativního, tedy abstraktního umění, které se prosadilo a začalo dominovat právě v první polovině 20. století. K návratu figurativního umění došlo v 60. letech 20. století v podobě hnutí nové figurace a později fotorealismu.